# Château de Pont-sur-Seine
Le château de Pont-sur-Seine est une construction issue d'un château fort médiéval de la commune éponyme.

## Historique
Le fief était dans la famille de Guise. C'est sur le fief des Caves que se trouve le château, le parc lui s'étend sur les finages de st-Aubin et de Pont.
En 1632, Claude Bouthillier de Chavigny, surintendant des finances de Louis XIII achète la seigneurie de Pont. Il fait construire le château sur les plans de l'architecte Pierre Le Muet. La construction se prolonge sur plusieurs années, la serrurerie en 1641, le plomb des fontaines, fournis en 1641 et 42. La Grande Mademoiselle, qui évoque dans ses Mémoires le château comme « une des plus belles maisons de France », y vient à plusieurs reprises : elle y rencontre pour la première fois Anne de La Grange-Trianon, petite-nièce des propriétaires, qui, après son mariage avec Louis de Buade de Frontenac, deviendra sa maréchale de camp pendant la Fronde. Et, lorsqu'en 1652 la Grande Mademoiselle est obligée de quitter Paris, Marie de Bragelongne, épouse Bouthillier, l'héberge au château.
Le lieutenant-général prince François-Xavier de Saxe achète le château en 1775 à Ferdinand-Maximilien de Rohan et y réside jusqu'en 1792, déclaré comme émigré (exilé en Suisse puis en Italie avec sa famille), ses biens sont confisqués par le département.
Bonaparte offrit le château, qu'il avait connu et apprécié du temps du prince, à sa mère, titrée Madame, Mère de l'Empereur, à l'avènement de l'Empire en mai 1804. Elle y séjourne de 1805 jusqu'en 1813. La demeure est ruinée par les troupes prussiennes lors de la Campagne de France en 1814. La mère du « souverain de l'Ile d'Elbe » revend la propriété suivant les prescriptions des traités de Chaumont, Fontainebleau et Châtillon-sur-Seine, concernant les avoirs de la dynastie impériale sur le territoire français.
Le domaine va entrer dans le patrimoine de la famille Casimir-Perier, banquiers impliqués dans la politique de leur temps.

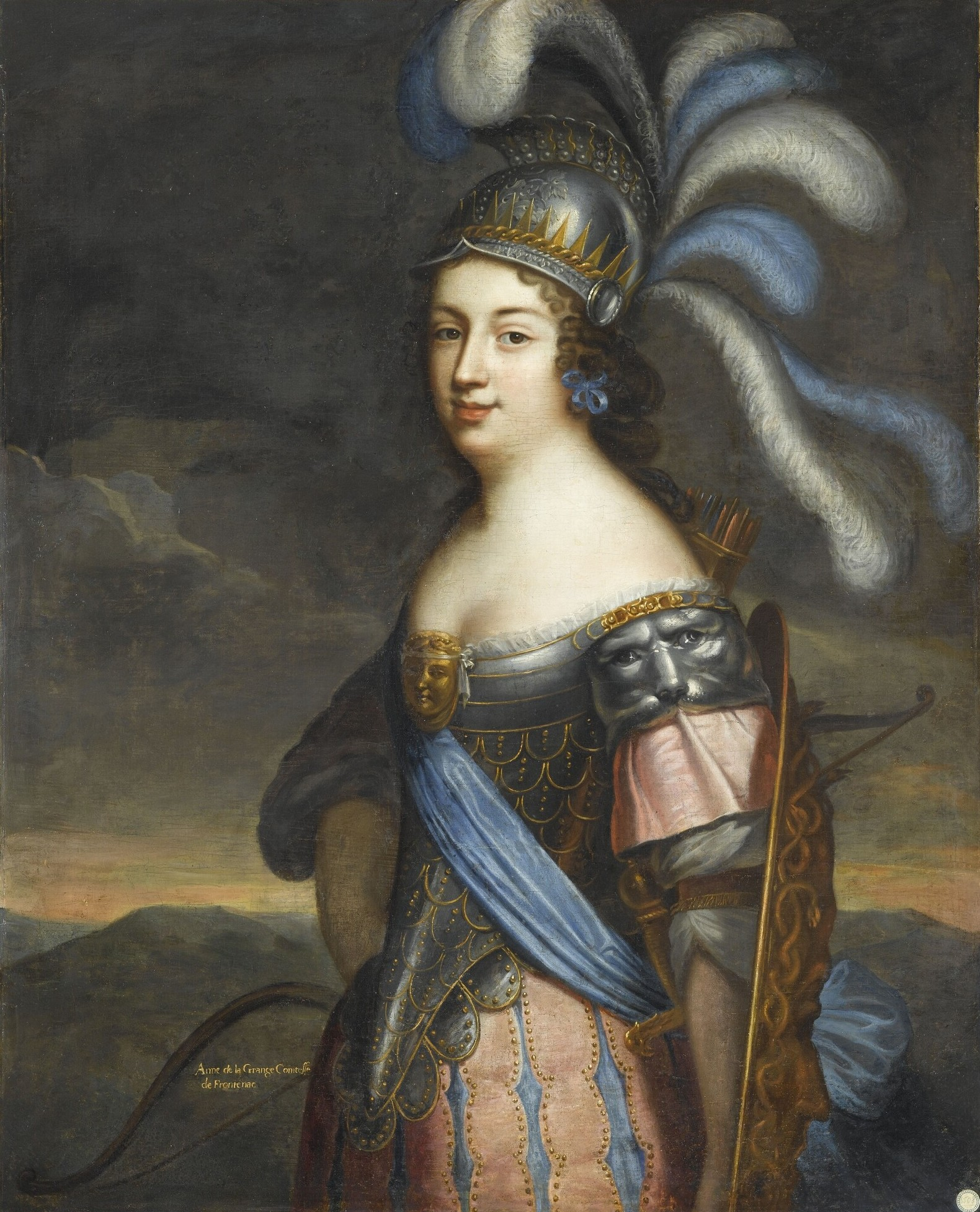
Anne de La Grange-Trianon.
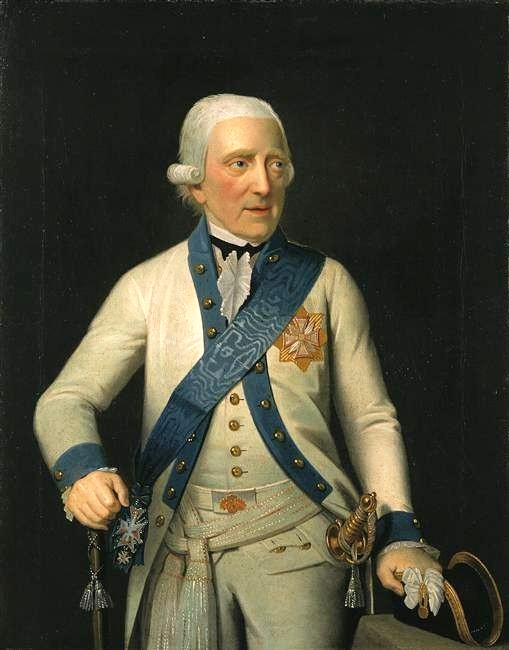
François-Xavier de Saxe.
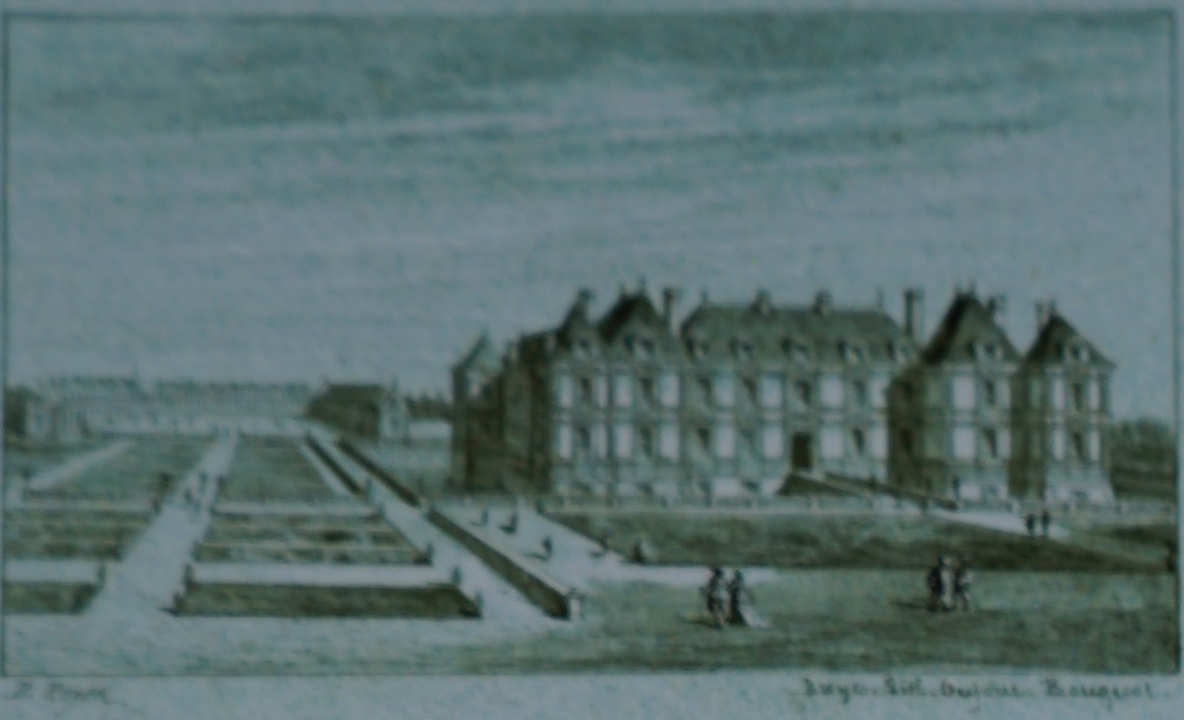
une face,

En 1821, Casimir Perier, qui deviendra président du Conseil de Louis-Philippe Ier dix ans plus tard, fait reconstruire un nouveau château par l'architecte Pierre-Anne Dedreux. Son petit-fils, Jean Casimir-Perier, sera un éphémère président de la République française de 1894 à 1895 et est enterré dans le cimetière de la commune. La grande partie actuelle du château est de Casimir II excepté le colombier, les communs, l'abreuvoir.
En 1980 la famille Casimir-Perier vendait le château.

### Les différents possesseurs du Château
- Claude Bouthillier de Chavigny, surintendant des Finances de Richelieu
- Léon Bouthillier, Secrétaire d'État des Affaires étrangères
- Armand-Léon Bouthillier, dit comte de Chavigny
- Louis Bouthillier
- Claude-Louis Bouthillier
- Le prince Ferdinand de Rohan, archevêque de Bordeaux
- François-Xavier de Saxe, prince de Pologne, duc de Saxe
- Benoît Gouly, député d'Île-de-France à la Convention et au Conseil des anciens
- Letizia Ramolino, mère de Napoléon Bonaparte
- Louis Boignes
- Thomas Thornton, Esquire, of Thornville Royal, Lieutenant-Colonel of the West-York Regiment of Militia
- Casimir Perier, banquier, régent de la Banque de France, député de la Seine, député de l'Aube, président de la Chambre, président du Conseil et ministre de l'intérieur
- Auguste Casimir-Perier, conseiller général du canton de Romilly, député de la Seine, député de l'Aube, ministre de l'Intérieur et sénateur
- Jean Casimir-Perier, député de l'Aube, président du Conseil des ministres, président de la Chambre des députés, président de la République française
- Germaine Casimir-Perier (épouse Sommier)
- Denys, 3ème duc d'Audiffret-Pasquier

### Château des Salles
Le château dépendait du domaine du roi, se situait le long de la route de Pont à st-Martin. C'était un des lieux de séjour des seigneurs de Nogent et de Pont, en 1549, Marguerite de Veelu, veuve de Michel de Poissieu donnait son hôtel seigneurial des Salles à des institutions religieuses. En 1608, le roi faisait don de château à Alexandre d'Elèene, alors seigneur de la Motte-Tilly, le procès-verbal montrait que les deux corps de logis bâtis sans pierre de taille et dont il ne restait plus de planchers ni combles. Il était cédé en 1634 au seigneur de Pont Claude Bouthillier et intégré au parc du château de Pont. En 1741 l'estimation des domaines du roi citait encore des ruines au lieu du château des Salles.

## Description

### Le château et les communs
Le château nous est décrit minutieusement par de nombreuses gravures du XVIIe siècle, ainsi que deux superbes dessins conservés à la BNF.
On entrait dans le château par un majestueux vestibule en pierre, orné de 8 niches, quatre grandes et quatre plus petites. Ses parois étaient structurées par 16 grands pilastres. C'est la coupe du château gravée qui nous décrit ce décor intérieur de manière fort précise.

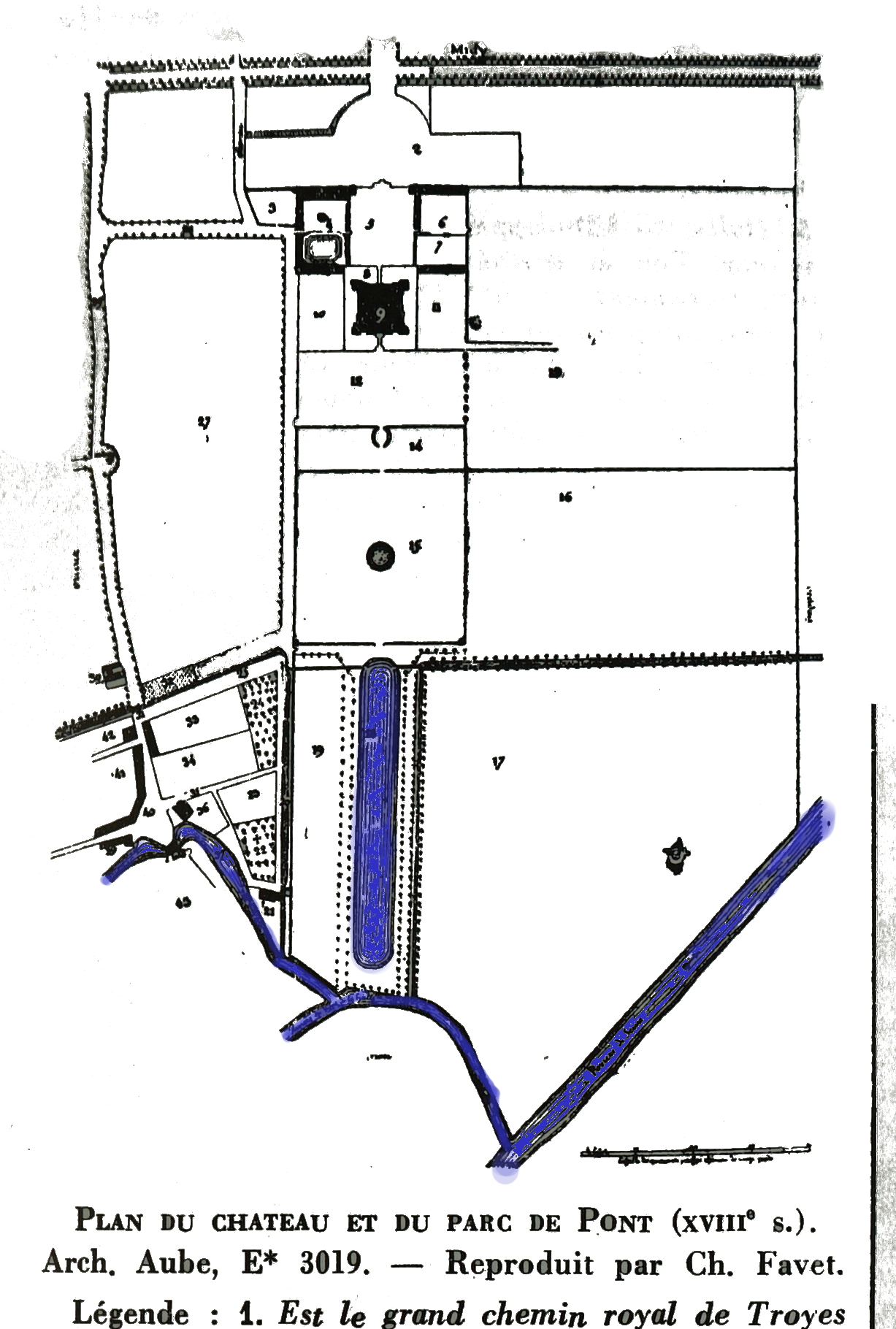
Plan du château et son parc.
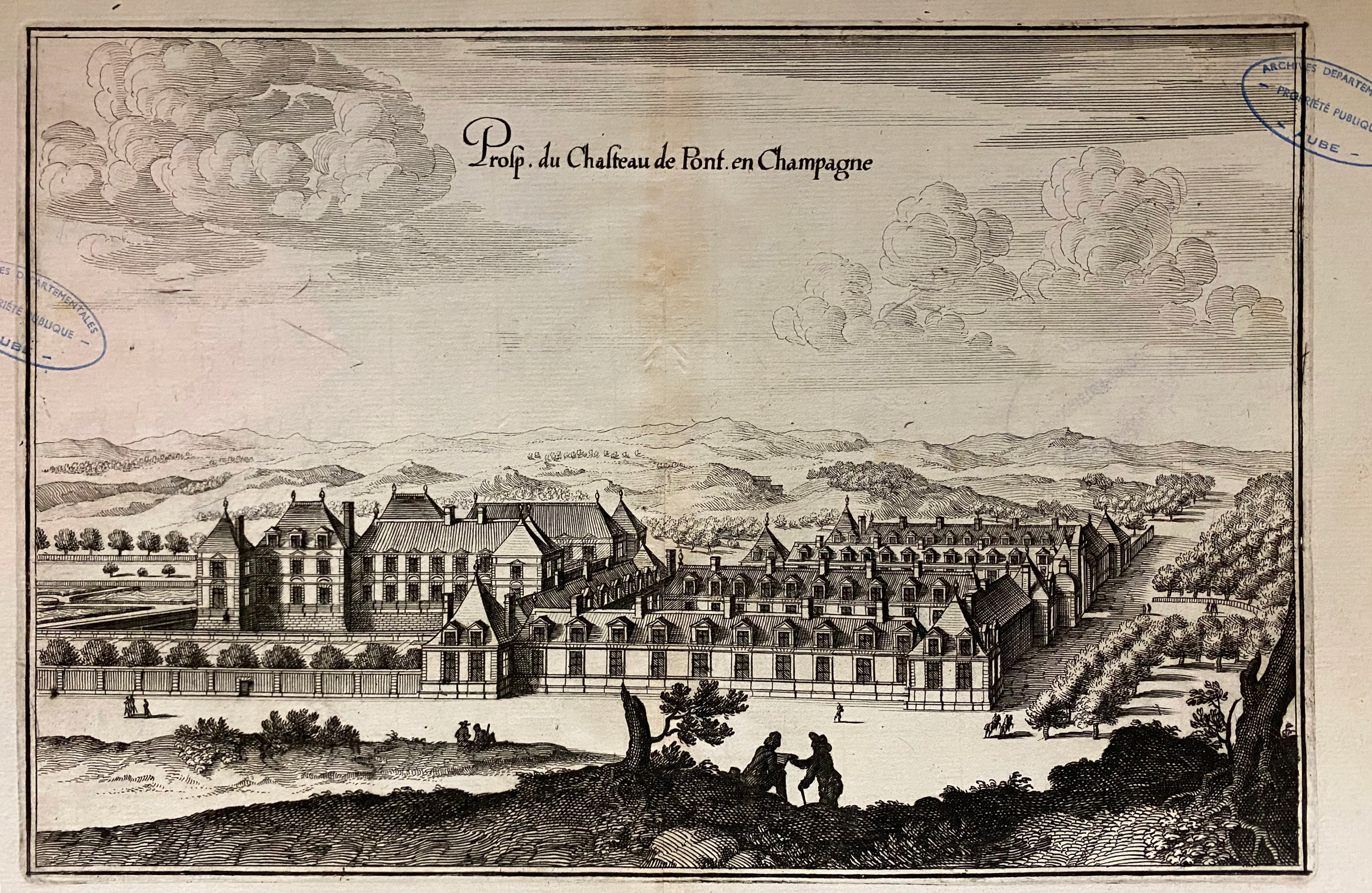
Prospective du château de Pont en Champagne. gravure sur cuivre, XVIIe s.
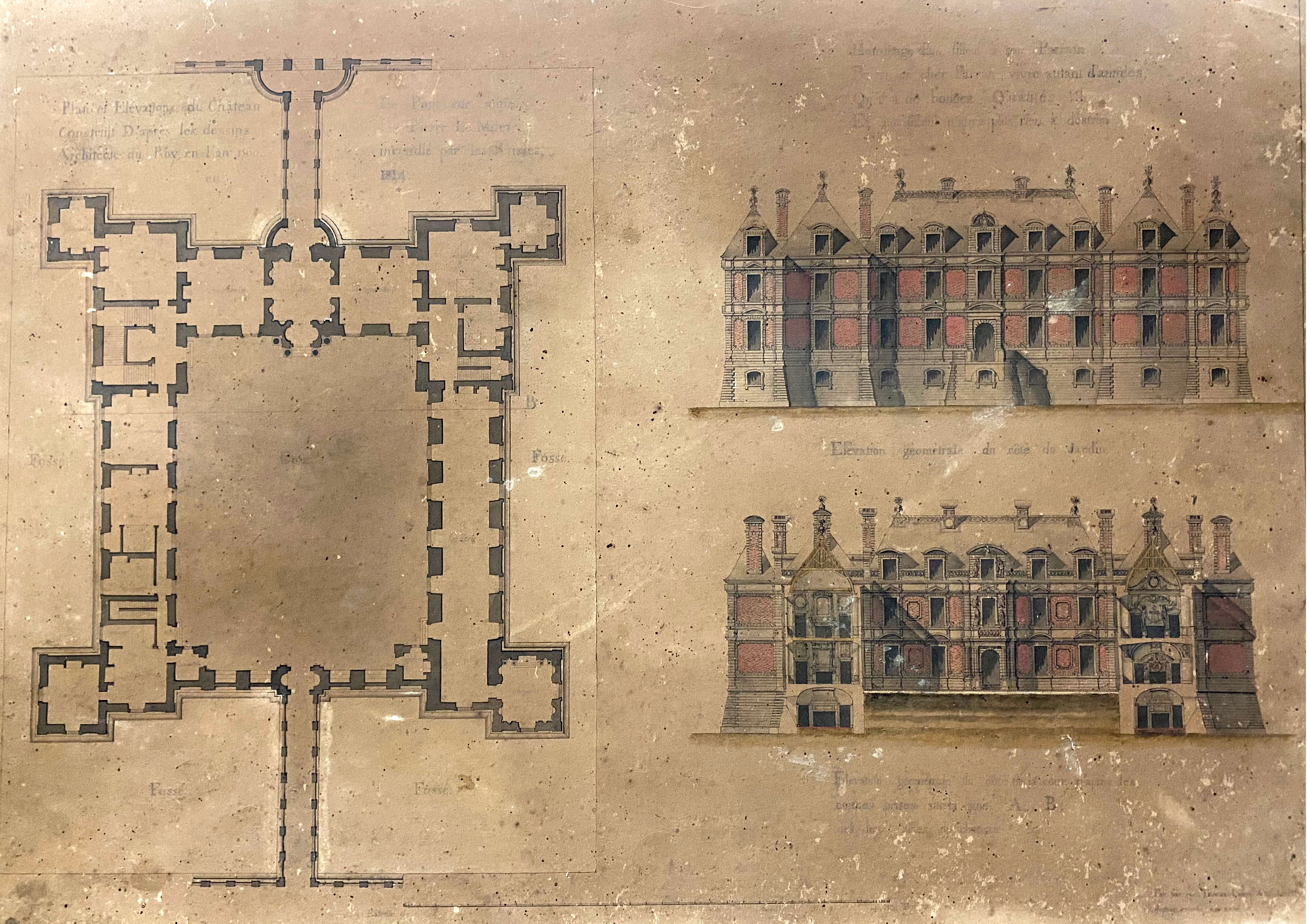
Plan et élévation du château de Pont-sur-Seine, construit d'après les dessins de Pierre Le Muet, architecte du Roy. Archives départementales de l'Aube, 61 J 306

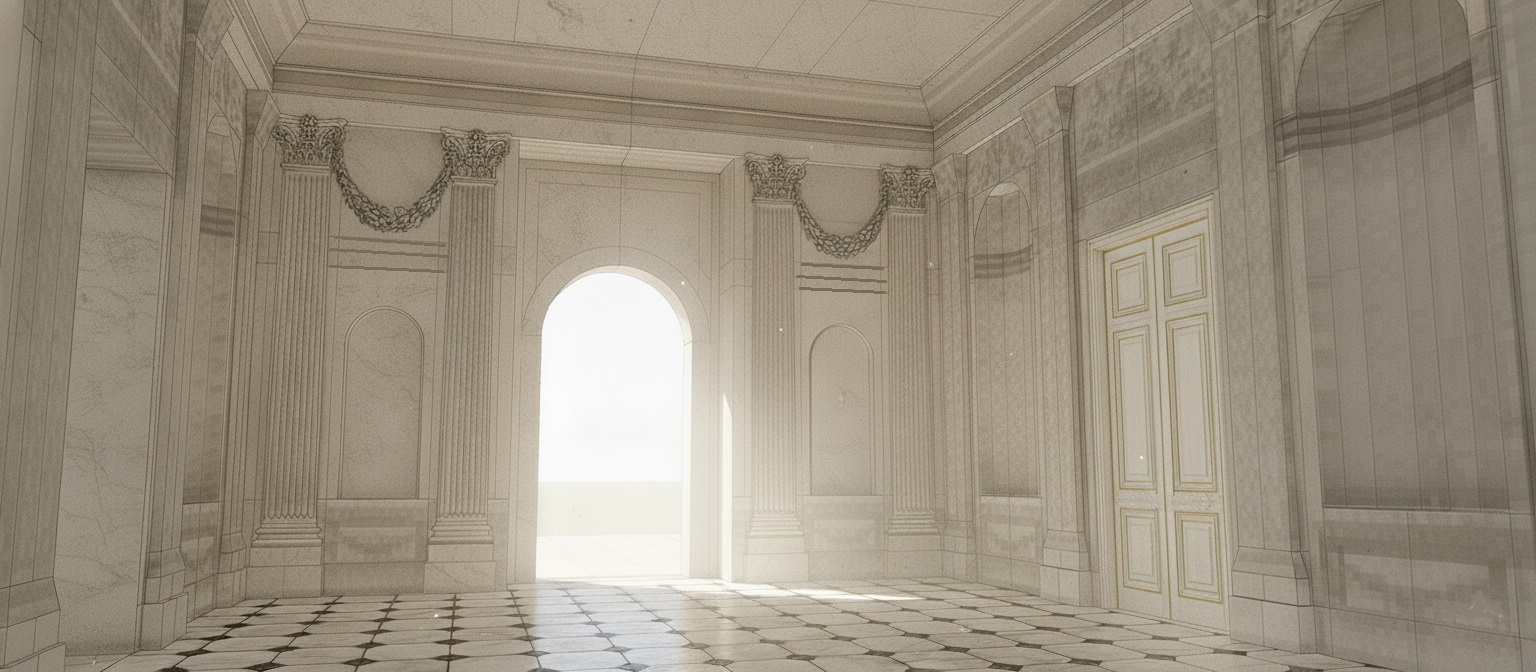
Schéma du Vestibule du château détruit de Pont-sur-Seine, XVIIe siècle.
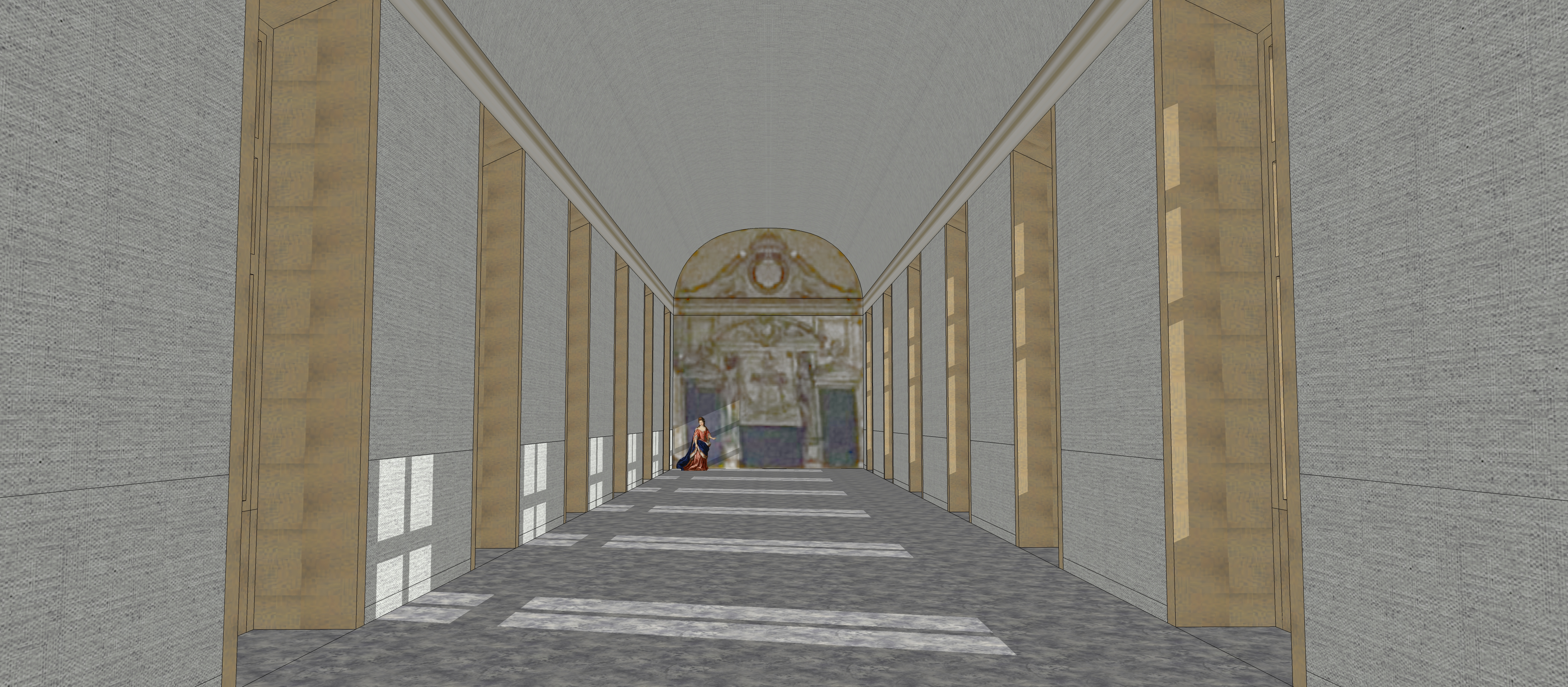
Simple schéma du volume de la galerie haute du château de Pont-sur-Seine.

### Les jardins du château

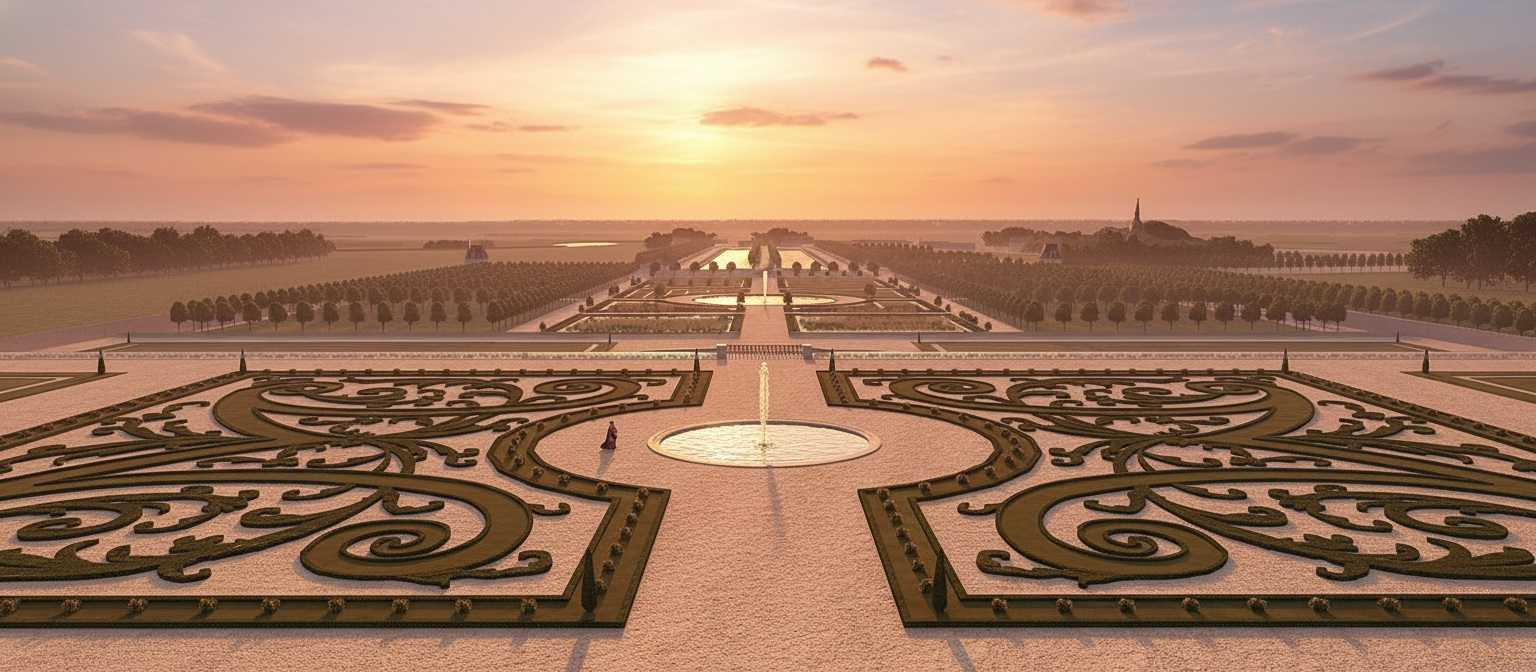
Restitution des jardins du château de Pont-sur-Seine, XVIIe siècle.

Comme les constructions, les jardins étaient organisés avec une parfaite symétrie, sur le modèle du château de Richelieu, repris plus tard à Vaux et Versailles. Bouthillier de Chavigny avait les moyens de ses ambitions pour sa maison des champs. 
Derrière le château se trouvait un superbe grand parterre, au centre duquel trônait une petite fontaine circulaire.
On ne s'en rendait pas compte, mais ce parterre était aménagé sur une terrasse, et pour descendre aux jardins, il fallait emprunter un escalier en fer à cheval, sur le modèle de celui de François Ier à Fontainebleau.
On arrivait ensuite au Potager, qui servait pour la perspective, en étant placé en plein milieu. Le grand bassin central disposait d'un jet d'une hauteur de 20 pieds. Sur les côtés de part et d'autre avait été aménagé un verger pour la récolte des fruits.
Puis dans le fond un double canal terminait la composition monumentale. Les deux canaux seront plus tard réunis en un seul grand canal ainsi qu'on le constate sur le plan Trudaine au XVIIIe siècle. 
Bien que finalement assez simples dans leur organisation, les jardins de Pont-sur-Seine avaient tout pour impressionner les visiteurs. Les délicates broderies du parterre devant le château offraient un premier plan fort travaillé, tandis que l'aménagement du potager, encadré du verger, suffisait simplement à poursuivre l'effet de grandeur du domaine.

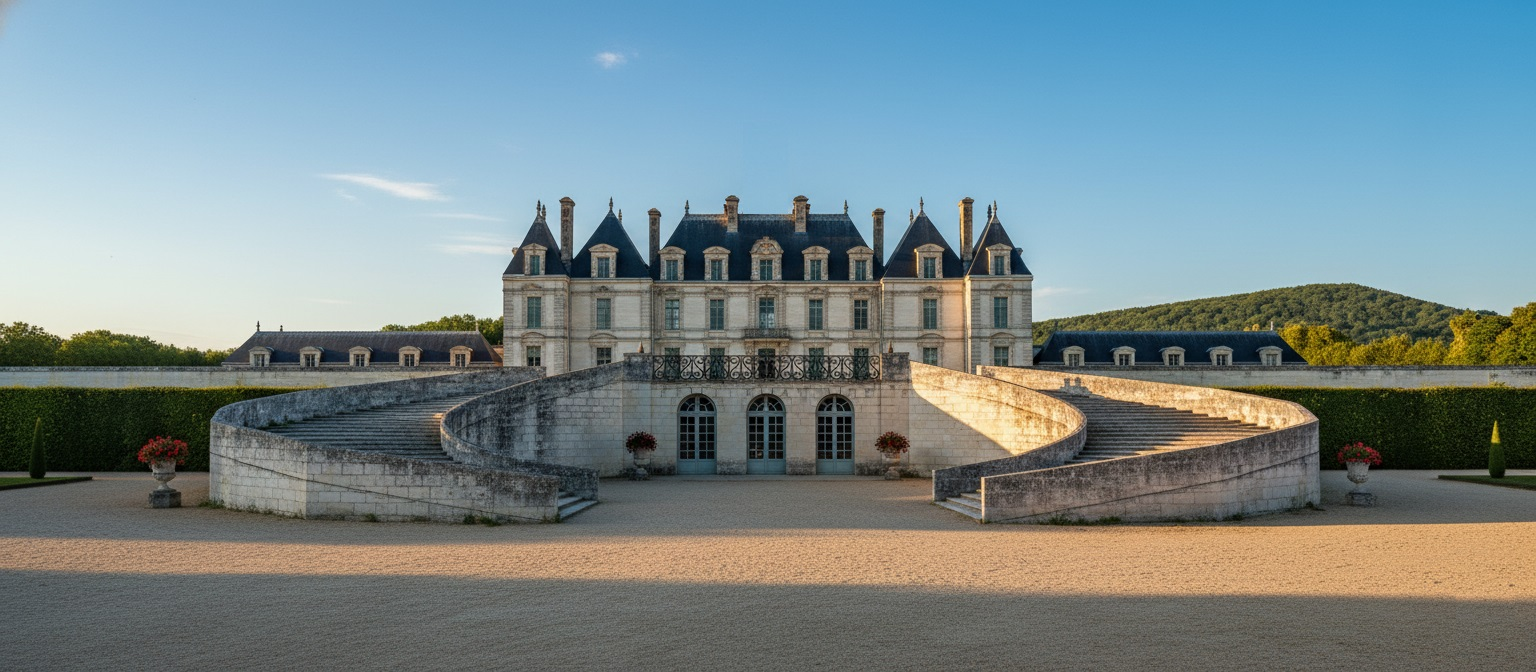
Schéma de la vue sur le grand escalier en doubles rampes du château de Pont-sur-Seine, XVIIe
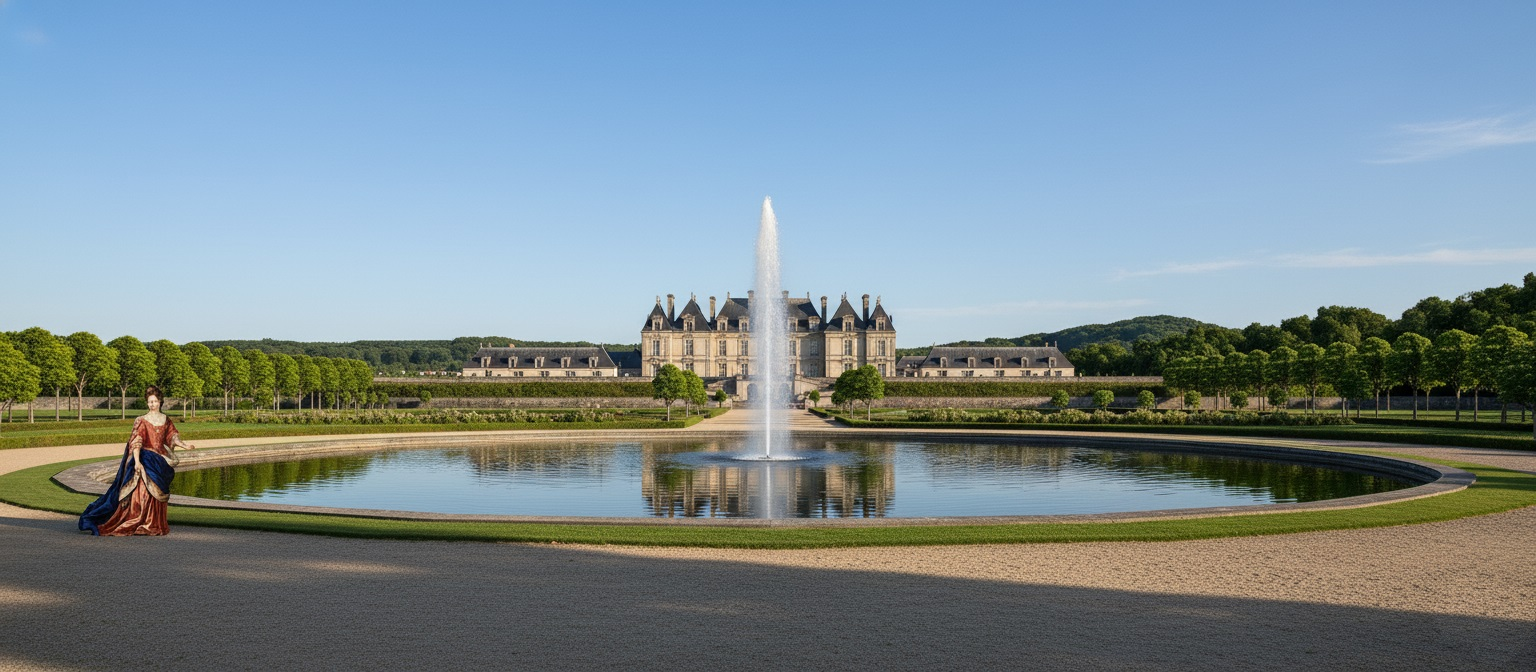
Schéma du château de Pont-sur-Seine depuis le grand bassin du potager, XVIIe siècle.